# 모녀
"모녀"는 한국에서 제작된 최훈 감독의 1958년 영화이다. 박노식 등이 주연으로 출연하였고 정진모 등이 제작에 참여하였다.

## 출연

### 주연
- 박노식
- 주증녀
- 김지미
- 이민

## 기타
- 원작자: 김석민
- 조명: 함완섭
- 녹음: 손인호
- 미술: 임명선